# Minnesota Thunder

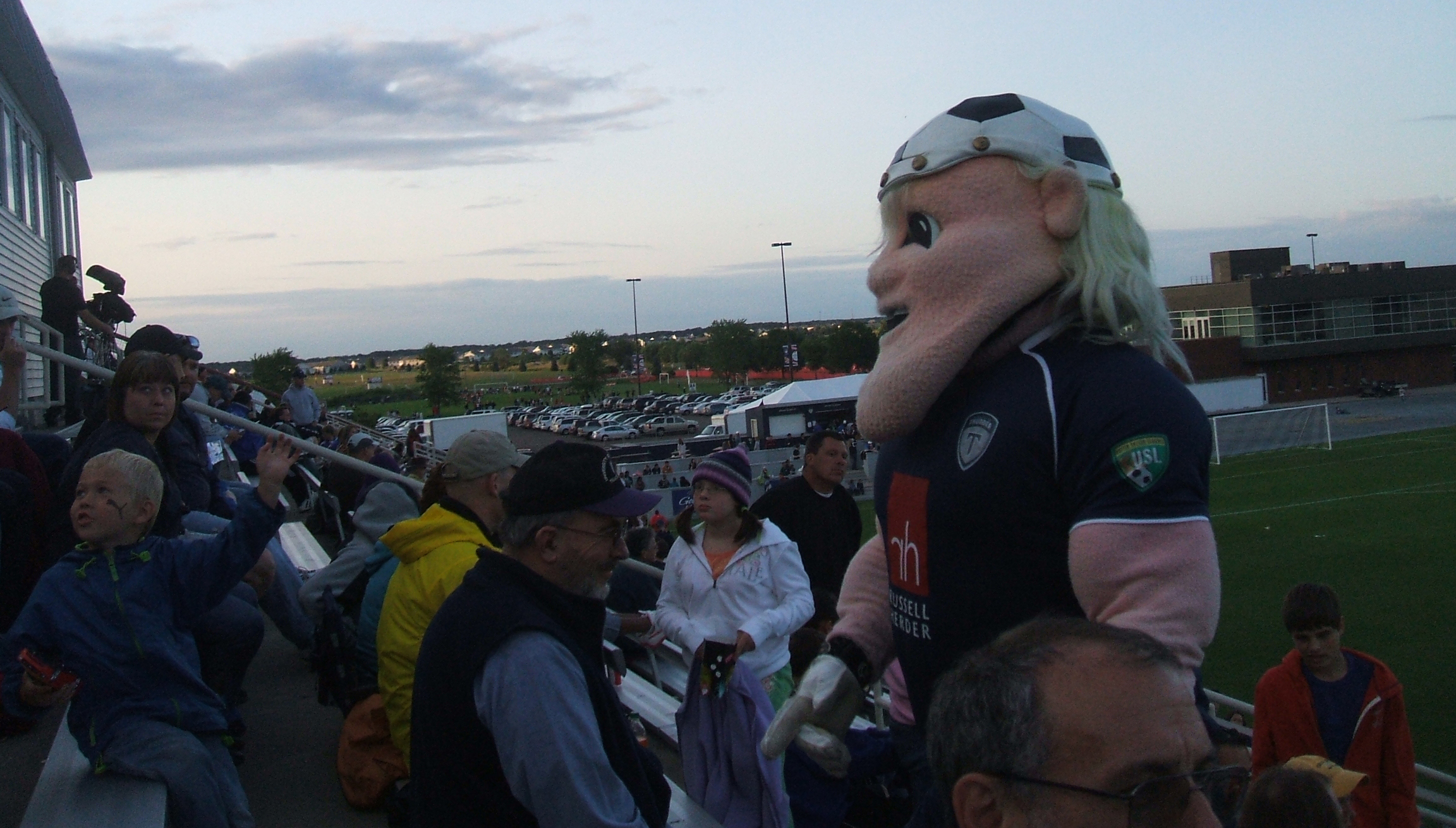
Mascotte Thor

Minnesota Thunder is een Amerikaanse voormalige voetbalclub uit Minneapolis in Minnesota, die werd opgericht in 1990 en opgeheven in 2009. Het laatste seizoen dat de club speelde was in de USL First Division, het op een na hoogste niveau in de VS. De club werd vervangen door NSC Minnesota Stars dat van dezelfde eigenaren is.

## Trainers
- Buzz Lagos (1990-2005)

Buzz Lagos was de eerste trainer in de 18-jarige geschiedenis van Minnesota Thunder.
Na 16 jaar en 4 A-league Championship finales (1998, 1999, 2000, 2003) hield Lagos het voor gezien en ging met pensioen. De hoogtepunten van zijn carrière zijn de gewonnen A-league Championship finale in 1999 en het bereiken van de halve finale van de US Open Cup in 2005.
- Amos Magee (2006-heden)

Het vertrek van Buzz Lagos werd opgevangen door voormalig Minnesota Thunder speler Amos Magee. Magee kwam als speler twaalf seizoenen uit voor Minnesota Thunder en is tot op de dag van vandaag nog altijd club topscorder (64 goals) aller tijden. Na mislukte avonturen bij Tampa Bay Mutiny en Chicago Fire besloot Magee zijn schoenen aan de wilgen te hangen.

## Stadion
Minnesota Thunder werkt haar thuiswedstrijden af in het National Sports Center in Blaine, Minnesota. Het National Sports Center werd in 1990 geopend en beschikt over 12.000 zitplaatsen.Tussen 2003 en 2008 week Minnesota Thunder echter uit naar het James Griffin Stadium in St Paul om de overhead kosten te reduceren en om de markt te verleggen naar een meer stedelijk en etnisch publiek. Sinds 13 mei 2008 is Minnesota Thunder weer te bewonderen op 'het oude nest'.

## Resultaten
- A-League Championship:
  - Finale 1998, 2000, 2003
  - Winnaar 1999
- US Open Cup:
  - Halve finale 2005
  - Kwart finale 2004
- USISL Sizzling Nine Championship:
  - Finale 1994, 1995